# Girón
Girón är en kommun i Colombia.   Den ligger i departementet Santander, i den norra delen av landet, 290 km norr om huvudstaden Bogotá. Antalet invånare i kommunen är 135 791.
Kommunen ingår i Bucaramangas storstadsområde och centralorten hade 130 344 invånare år 2008.